# آشو شاکراتونی
آرشاویر «آشو» واغارشاکی شاکاتونی (ارمنی: Արշավիր Վաղարշակի Շահխաթունի؛ فرانسوی: Acho Chakatouny‎؛ ۱۹ فوریه ۱۸۹۵ – ۴ آوریل ۱۹۵۷) بازیگر، کارگردان فیلم و چهره‌پرداز اهل ارمنستان-فرانسه بود.

## گزیده فیلمشناسی
از فیلم‌ها یا برنامه‌های تلویزیونی که وی در آن نقش داشته‌است می‌توان به ناپلئون اشاره کرد.